# Тетрафенилсвинец
Тетрафенилсвинец — элементоорганическое вещество, простейшее арилпроизводное металла свинца с формулой Pb(C6H5)4, бесцветные кристаллы, не растворимые в воде.

## Получение
- Реакция свинца (или сплав с 6-10% натрия) с бромбензолом:

{\displaystyle {\mathsf {3Pb+4C_{6}H_{5}Br\ {\xrightarrow {}}\ Pb(C_{6}H_{5})_{4}+2PbBr_{2}}}}
- Действие реактива Гриньяра на хлорид свинца(II):

{\displaystyle {\mathsf {2PbCl_{2}+4C_{6}H_{5}MgBr\ {\xrightarrow {}}\ Pb(C_{6}H_{5})_{4}+4MgBrCl+Pb}}}

## Физические свойства
Тетрафенилсвинец образует бесцветные кристаллы
тетрагональной сингонии, пространственная группа P 421c, параметры ячейки a = 1,730 нм, c = 0,645 нм, Z = 4.

## Химические свойства
- Реагирует с ледяной уксусной кислотой:

{\displaystyle {\mathsf {Pb(C_{6}H_{5})_{4}+4CH_{3}COOH\ {\xrightarrow {}}\ Pb(CH_{3}COO)_{4}+4C_{6}H_{6}}}}